# زاده‌شده برای دفاع
قهرمان چینی (چینی سنتی: 中華英雄) که در ایالات متحده با عنوان زاده شده برای دفاع (انگلیسی: Born to Defence) شناخته می‌شود، فیلمی اکشن محصول سال ۱۹۸۶ سینمای هنگ کنگ به کارگردانی و بازی جت لی است. داستان این فیلم مربوط به دوره زمانی پس از جنگ جهانی دوم می‌باشد.